# Panorama (álbum)
Panorama es el tercer álbum de estudio de la banda estadounidense The Cars, lanzado al mercado en 1980.
El disco ofrece un sonido más experimental que los anteriores. Alcanzó el quinto lugar en la lista Billboard 200 y fue certificado disco de platino por la RIAA.

## Lista de canciones
1. «Panorama» - 5:42
2. «Touch and Go» - 4:55
3. «Gimme Some Slack» - 3:32
4. «Don't Tell Me No» - 4:00
5. «Getting Through» - 2:35
6. «Misfit Kid» - 4:30
7. «Down Boys» - 3:09
8. «You Wear Those Eyes» - 4:55
9. «Running To You» - 3:22
10. «Up and Down» - 3:31

## Personal
- Benjamin Orr – bajo, voz
- Ric Ocasek – guitarra, voz
- Elliot Easton – guitarra
- Greg Hawkes – teclados
- David Robinson – batería